# José Rodrigues Maio

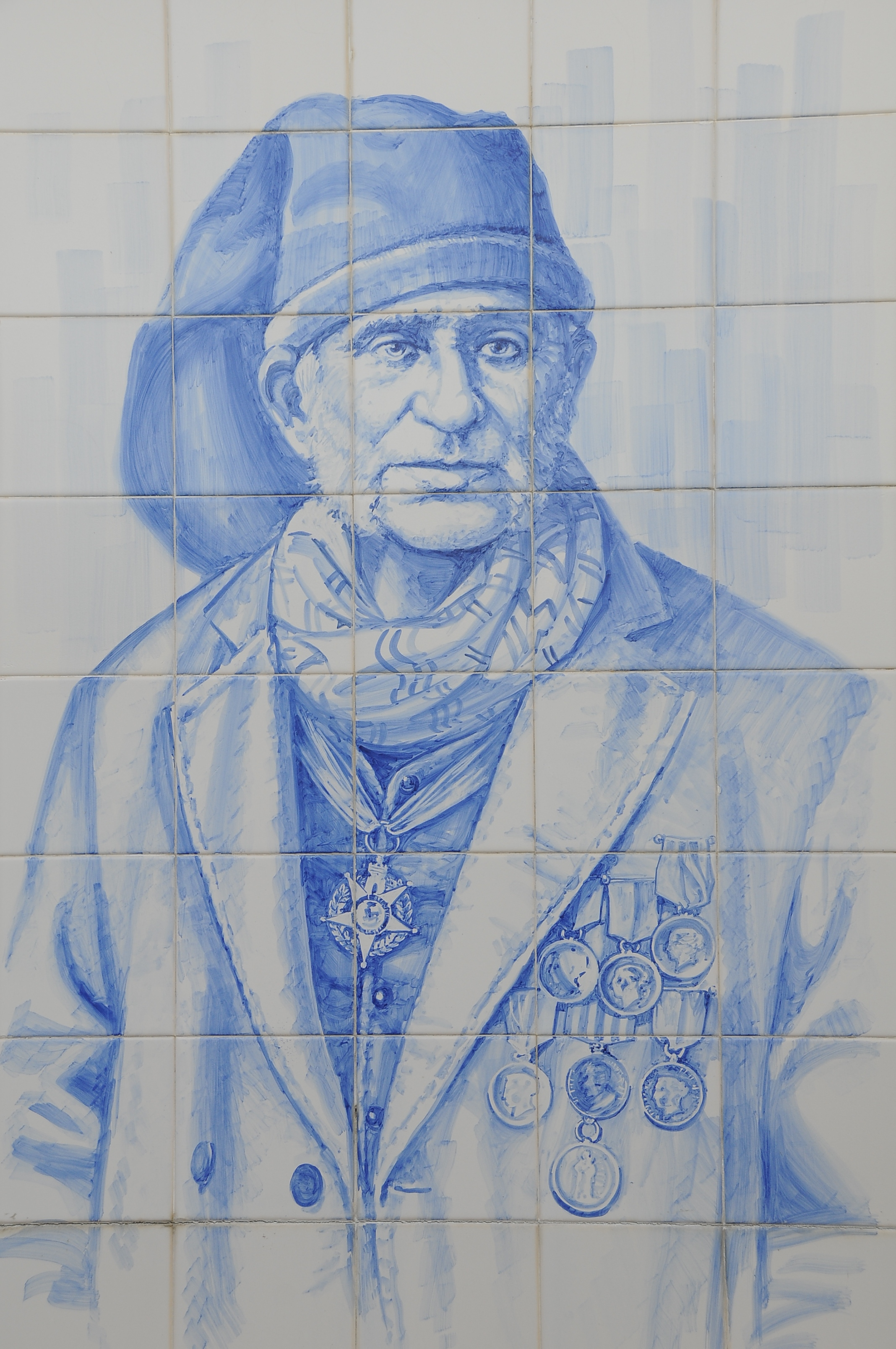
Cego do Maio.

José Rodrigues Maio, más conocido como Cego do Maio (Póvoa de Varzim, 8 de octubre de 1817 - 13 de noviembre de 1884) fue un héroe, socorrista y pescador poveiro del siglo XIX. Fue galardonado con la más alta condecoración del Estado, el Collar de Caballero de la Orden de Santiago de la Torre y la Espada, y con la medalla de oro de la Real Sociedade Humanitária do Porto, colocadas personalmente por el rey Luis I por las vidas que salvó en el mar de Póvoa de Varzim.
Es la figura más representativa de la ciudad y se le considera como el héroe local.
- Datos: Q6293884
- Multimedia: José Rodrigues Maio / Q6293884